# Духът на времето: Следващата стъпка
„Духът на времето: Продължение“ (на английски: Zeitgeist: Moving Forward) е третият филм на Питър Джоузеф от серията документални филми „Духът на времето“.
Във филма взимат участие специалисти в областта на общественото здравеопазване, антропологията, невропсихологията, енергетиката, технологиите, социалните науки и други направления, свързани с обществената дейност и културата. Три са централните теми във филма — човешкото поведение, пазарната икономика и приложната наука. Във филма се прави опит да се осъзнае съвременната социална парадигма.
Предлагат се радикални подходи към решаване на глобалните проблеми на съвременността, като беседващите се опитват да изградят качествено нов подход към осъзнаване на социалните и икономически процеси в обществото, адекватен на новите предизвикателства пред човечеството.
Първоначално филмът е планиран на излезе през октомври 2010 г., но реално премиерата се състои на 15 януари 2011 г. Филмът е преведен от активистите на Движението Цайтгайст на 31 езика. За 10 дена филмът е показан в 60 страни, 291 града и 341 кинотеатъра. Първите две серии на филма са пуснати направо в Интернет без премиери.
На 25 януари 2011 г. се състоя официалния интернет-релийз на филма в Youtube. За първите 5 дена интернет-версията на филма е прегледана повече от 1 милион пъти. В края на януари 2011 г. на официалния сайт стана достъпна за изтегляне DVD-версията.
Във филма се използват многобройни 2D и 3D визуални ефекти. Според режисьора в сравнение с по-старите филми той е "най-сложният, има много повече драматични елементи, по-сложна анимация, – така че ми се наложи да наема повече хора, за да вкарам във филма 3D и 2D елементи, – и маса епизоди, нарисувани ръчно."

### Част първа: Природата на човека
Жак Фреско разказва за своето израстване, периодът на Голямата депресия, призовава да се приключи със съществуващия икономически ред в обществото.
Ред професори и практикуващи лекари повдигат въпроса за съотношението между влиянието на поведението на човешкото възпитание, заобикалящата среда и наследствената информация. Показва се, че не са много генетично обусловените болести. Даже ако има наследствена предразположеност, това не означава обреченост и неизбежност от развитие на заболяването. Условията на живот могат както да активират „спящите“ гени, така и да потискат действието на активните. Прави се извод, че окръжаващата природна и социална среда са определящи върху поведението на човека и че не се определя от наследствеността. В това число влизат и такива качества, като жестокост, насилие, антисоциално поведение, които са обусловени от социалните, икономически и политически фактори.

### Част втора: Социална патология
Прави се опит за критически поглед върху икономическия модел на обществото: доколко необходими са парите, правото на частна собственост, различия в пълномощията и правата на икономическите агенти. Прави се предположение, че съществуващият модел довежда до банкрут или хиперинфлации. Обосновава се на факта, че всички съвременни пари се появяват в резултат на заеми. Във филма се предполага, че парите предназначени за плащане на процентите на съответните заеми могат да се получат само във вид на допълнителни заеми. Такъв модел довежда до експоненциален ръст на паричната маса и до снижаване стойността на парите.
При обсъждането на тези въпроси не участват професионални икономисти. Като специалисти по икономика се изказват журналисти, инженери и професори по философия на морала.

### Част четвърта: Ръст
Филмът завършва с противопоставяне в разгара на глобална икономическа криза между демонстранти по Таймс Скуеър в Ню Йорк, в стълкновение с полицаи в защитно снаряжение. Кризата е предизвикана от това, че хората от цял свят са изтеглили парите от своите банкови сметки което довежда до крах на икономиката.

## Специалисти
Икономика
- Dr. John Mcmurtry — почетен професор по философия на морала и етиката в университета на канадския град Гуелф
- Макс Кайзер — телевизионен водещ, кинорежисьор, в миналото трейдър, води собствената програма „The Keiser Report“ на един от руските телеканали.
- Dr. Colin J. Campbell – геолог-нефтеник
- Jeremy J. Gilbert – инженер-нефтяник
- Michael C. Ruppert – политически репортер

Технологии
- Dr. Berok Khoshnevis – професор по промишлена системотехника, Университет на Южна Калифорния
- Dr. Adrian Bowyer — изобретател в сферата на енергетиката, университет в английския град Бат

Други
- Dr. Robert Sapolsky — професор по неврология, Станфордски университет
- Dr. Gabor Mate – канадски лекар
- Richard Wilkinson — почетен професор по социална епидемиология, Нотингамски университет
- Dr. James Gilligan — бивш директор на „Центъра по изучаване на въпросите свързани с насилието“, Харвардски университет